# 32278 Makaram
32278 Makaram este o planetă minoră (asteroid) din centura de asteroizi. A fost descoperită pe 1 august 2000 la Experimental Test Site⁠(d) de Lincoln Near-Earth Asteroid Research. 
Obiectul prezintă o orbită caracterizată de o semiaxă mare de 2,6264669 UAi, o excentricitate de 0,1, o înclinație de 1,9395 ° în raport cu ecliptica.